# Dobra kultury współczesnej w Warszawie
Dobra kultury współczesnej (DKW) – lista wybitnych obiektów architektonicznych i zespołów urbanistycznych powstałych w okresie PRL znajdujących się w Warszawie. Pierwsza wersja listy została stworzona przez Oddział Warszawski Stowarzyszenia Architektów Polskich, druga lista jest częścią studium uwarunkowań i kierunków zagospodarowania przestrzennego Warszawy uchwalonego w 2021.

## Historia

### Lista dóbr kultury współczesnej SARP z 2003
Powstała w nawiązaniu do ustawy z dnia 27 marca 2003 r. o planowaniu i zagospodarowaniu przestrzennym, która zdefiniowała dobra kultury współczesnej i wskazała sposoby ich ochrony.
Obejmuje 133 pozycje w Warszawie, które uznano za dzieła urbanistyki i architektury współczesnej, z okresu oddania do użytkowania: 1945–1989. Na liście znalazły się obiekty o nowatorskich rozwiązaniach architektonicznych, przestrzennych i technicznych, szanujące kontekst w otoczeniu i tradycję miejsca, nagradzane i wyróżniane, o wysokich walorach artystycznych i unikatowych cechach. Wybór odbył się w oparciu o 8 kryteriów: nowatorstwa, kontekstu, tradycji miejsca, symbolu w ujęciu ogólnym, uznania współczesnych, próby czasu, unikalności i kryterium artystyczne.
Lista powstała w okresie 2000–2003. Udział w jej tworzeniu miało kilkanaście osób reprezentujących środowiska: architektów, urbanistów, historyków, historyków sztuki i varsavianistów. Lista została przekazana Prezydentowi Warszawy w 2006 z sugestią objęcia ochroną w miejscowych planach zagospodarowania przestrzennego.

### Lista dóbr kultury współczesnej będąca częścią studium z 2021
W 2019 prezydent Warszawy Rafał Trzaskowski powołał zarządzeniem zespół do spraw dóbr kultury współczesnej przy Prezydencie m.st. Warszawy. Zadaniem zespołu było przygotowanie i cykliczna weryfikacja listy dóbr kultury współczesnej, również jako element prac nad aktualizacją studium uwarunkowań i kierunków zagospodarowania przestrzennego Warszawy. W skład zespołu powołano m.in. Waldemara Baraniewskiego i Wiesława Procyka (Akademia Sztuk Pięknych w Warszawie), Grzegorza Buczka (Towarzystwo Urbanistów Polskich), Dariusza Hyca (warszawski oddział SARP), Barbarę Jezierską (Zarząd Główny SARP), Martę Leśniakowską (Instytutu Sztuki Polskiej Akademii Nauk), Małgorzatę Rozbicką (Politechnika Warszawska) czy Bolesława Stelmacha (Narodowy Instytut Architektury i Urbanistyki).
Wyniki prac zespołu zostały przedstawione w czerwcu 2021 i stały się częścią studium, w rozdziale XIV. Ochrona dziedzictwa kulturowego, podrozdziałach 4.1 Obszary stanowiące dobra kultury współczesnej oraz 4.2 Obiekty stanowiące dobra kultury współczesnej.

### Lista dóbr kultury współczesnej będąca częścią projektu studium z 2023
W czerwcu 2023 wyłożony do publicznych konsultacji został projekt nowego studium uwarunkowań i kierunków zagospodarowania przestrzennego Warszawy. W części II. Polityki kierunkowe, w rozdziale 4. Dziedzictwo kulturowe budujące tożsamość, podrozdziale 4.1.2. Formy ochrony planistycznej zabytków znalazła się zaktualizowana lista dóbr kultury współczesnej licząca 58 obiektów i obszarów będących charakterystycznym elementem współczesnej architektury i urbanistyki Warszawy.

## Lista dóbr kultury współczesnej w Warszawie
| Dzielnica              | Obiekt | Obiekt | Rok ukończenia | Architekci | Adres | Status                                     | Lista SARP (2003) | Studium 2021 | projekt Studium 2023 |
| ---------------------- | --- | ------ | -------------- | --- | --- | ------------------------------------------ | ----------------- | ------------ | -------------------- |
| Białołęka              | Ratusz Dzielnicy Białołęka wraz z terenem                                                                                   |        | 1997           | Grzegorz Stiasny, Jakub Wacławek | ul. Modlińska 197                                                                                                | istnieje                                   |                   |              | tak                  |
| Bielany                | Osiedle Bielany I |        |                | Maria Piechotka, Kazimierz Piechotka | ul. Skalbmierska, Reymonta, Oczapowskiego, Kasprowicza, Przybyszewskiego                                         | istnieje                                   | tak               |              |                      |
| Bielany                | Osiedle Bielany I |        |                | Maria Piechotka, Kazimierz Piechotka | ul. Schroegera                                                                                                   | istnieje                                   | tak               |              |                      |
| Bielany                | Szkoła przy ul. Staffa 3/5 (obecnie CXXII Liceum Ogólnokształcące)                                                          |        | 1961           | Jerzy Baumiller, Jan Zdanowicz | ul. Staffa 3/5                                                                                                   | istnieje                                   | tak               |              |                      |
| Bielany                | Osiedle Bielany II |        | 1957–1964      | Maria Piechotka, Kazimierz Piechotka | ul. Nałkowskiej, Kasprowicza, Duracza, Żeromskiego, Podczaszyńskiego                                             | istnieje                                   | tak               | tak          |                      |
| Bielany                | Osiedle Bielany II – Serek                                                                                                  |        | 1957–1964      | Maria Piechotka, Kazimierz Piechotka | ul. Marymoncka, Duracza, Żeromskiego, Podczaszyńskiego                                                           | istnieje                                   | tak               |              |                      |
| Bielany                | Osiedle Bielany III |        | 1958–1964      | Maria Piechotka, Kazimierz Piechotka | ul. Magiera, Staffa (park), Perzyńskiego, Broniewskiego, Jarzębskiego                                            | istnieje                                   | tak               | tak          |                      |
| Bielany                | Budynek PIHiM (obecnie Instytut Meteorologii i Gospodarki Wodnej)                                                           |        | 1965           | Borys von Zinserling | ul. Marymoncka 61                                                                                                | istnieje                                   | tak               |              |                      |
| Bielany                | Hala gier i pawilony Akademii Wychowania Fizycznego                                                                         |        | 1968           | Wojciech Zabłocki | ul. Marymoncka 36                                                                                                | istnieje                                   | tak               |              |                      |
| Bielany                | Kościół św. Zygmunta w Warszawie                                                                                            |        | 1981           | Zbigniew Pawelski | pl. Konfederacji 55                                                                                              | istnieje                                   | tak               | tak          |                      |
| Bielany                | Dom jednorodzinny |        | 1994           | Janusz Kaczorek, Piotr Szaroszyk, Wiesław Rudolf                                                                                                 | ul. Bogumiła Zuga 34                                                                                             | istnieje                                   |                   |              | tak                  |
| Bielany                | Siedziba firmy Hector wraz z terenem i elementami zagospodarowania                                                          |        | 1995           | Stefan Kuryłowicz | ul. Gwiaździsta 19                                                                                               | istnieje                                   |                   |              | tak                  |
| Mokotów                | Instytut Siatkobetonu Politechniki Warszawskiej                                                                             |        | NN             | Michał Sandowicz | ul. Jana Bytnara „Rudego” 25                                                                                     | istnieje                                   |                   | tak          |                      |
| Mokotów                | Kino „Stolica” |        | 1950           | Mieczysław Piprek | ul. Narbutta 50a                                                                                                 | istnieje                                   | tak               |              |                      |
| Mokotów                | Gmach Szkoły Głównej Handlowej (budynek G)                                                                                  |        | 1951           | Jan Koszyc-Witkiewicz | al. Niepodległości 162                                                                                           | istnieje                                   | tak               |              |                      |
| Mokotów                | Zespół zabudowy WSM Mokotów                                                                                                 |        | 1952           | Zasław Malicki, Mikołaj Soroka, Stefan Tworkowski z zespołem                                                                                     | Wołoska – Racławicka – Al. Niepodległości – Dąbrowskiego                                                         | istnieje                                   | tak               | tak          |                      |
| Mokotów                | Budynek Instytutu Leków i Wytwórnia Surowic                                                                                 |        | 1953           | Mieczysław Łokcikowski | ul. Chełmska 30/34                                                                                               | istnieje                                   | tak               |              |                      |
| Mokotów                | Budynek Państwowego Instytutu Geologicznego                                                                                 |        | 1955           | Marek Leykam, Czesław W. Krassowski | ul. Rakowiecka 4                                                                                                 | istnieje                                   | tak               |              |                      |
| Mokotów                | Budynki Polskiego Radia |        | 1957           | Bohdan Pniewski | al. Niepodległości 77/85                                                                                         | istnieje                                   | tak               |              |                      |
| Mokotów                | Garaż Zajezdni Służby Zdrowia                                                                                               |        | 1958           | Mariusz Dałek, Janusz Czajkowski, Wiesław Żochowski                                                                                              | ul. Woronicza 19                                                                                                 | istnieje                                   | tak               | tak          |                      |
| Mokotów                | Dom |        | 1961           | Irena Brygiewicz, Tadeusz Brygiewicz | ul. Bruna 2 | istnieje                                   | tak               | tak          |                      |
| Mokotów                | Pawilon tenisowy RKS „Warszawianka”                                                                                         |        | 1973           | Jerzy Sołtan, Zbigniew Ihnatowicz z zespołem, Adrian Górecki                                                                                     | ul. Merliniego 9                                                                                                 | istnieje (przebudowany 1997)               | tak               |              |                      |
| Mokotów                | Dom Książki „Uniwersus” |        | 1981           | Leszek Sołonowicz, Ryszard Lisiewicz, Arkadiusz Starski                                                                                          | ul. Belwederska 20/22                                                                                            | istnieje                                   | tak               | tak          |                      |
| Mokotów                | Zespół budynków Ambasady Korei Północnej wraz z terenem                                                                     |        | 1984           | NN | ul. Bobrowiecka 1a                                                                                               | istnieje                                   |                   |              | tak                  |
| Mokotów                | Sanktuarium św. Andrzeja Boboli w Warszawie                                                                                 |        | 1989           | Hanna Madejowska, Bogdan Madejowski | ul. Rakowiecka 61                                                                                                | istnieje                                   |                   | tak          |                      |
| Mokotów                | Budynek biurowy Curtis Plaza                                                                                                |        | 1993           | Geokart Projekt (Mirosław Kartowicz, Romuald Welder z zespołem)                                                                                  | ul. Wołoska 18                                                                                                   | wyburzony (2024)                           |                   |              | tak                  |
| Mokotów                | Kościół Najświętszej Maryi Panny Matki Miłosierdzia w Warszawie                                                             |        | 1993           | Jan Bogusławski, Jerzy Bogusławski, Krzysztof Dyga                                                                                               | ul. św. Bonifacego 9                                                                                             | istnieje                                   |                   | tak          | tak                  |
| Mokotów                | Centrum Handlowe Panorama                                                                                                   |        | 1993           | APAR-WADECO | al. W. Witosa 31                                                                                                 | istnieje                                   |                   |              | tak                  |
| Mokotów                | Kościół św. Dominika wraz z terenem                                                                                         |        | 1994           | Władysław Pieńkowski | ul. Dominikańska 2                                                                                               | istnieje                                   |                   |              | tak                  |
| Mokotów                | Kościół i klasztor MB Anielskiej Franciszkanów Reformatów                                                                   |        | 1995           | Stefan Kuryłowicz | ul. Modzelewskiego 98a                                                                                           | istnieje                                   |                   | tak          |                      |
| Mokotów                | Kościół NMP Matki Kościoła wraz z terenem i elementami zagospodarowania                                                     |        | 1996           | Marek Martens, Leszek Korolewicz | ul. Domaniewska 20                                                                                               | istnieje                                   |                   |              | tak                  |
| Mokotów                | Zespół budynków mieszkalno-usługowych wraz z terenem i elementami zagospodarowania                                          |        | 2000           | Andrzej Kiciński z zespołem | ul. Powsińska 23, 25, ul. św. Bonifacego 92                                                                      | istnieje                                   |                   |              | tak                  |
| Mokotów                | Siedziba spółki Agora |        | 2002           | JEMS Architekci | ul. Czerska 8/10                                                                                                 | istnieje                                   |                   |              | tak                  |
| Mokotów                | Służewski Dom Kultury wraz z terenem i elementami zagospodarowania                                                          |        | 2013           | WWAA i 137 kilo | ul. Jana Sebastiana Bacha 15                                                                                     | istnieje                                   |                   |              | tak                  |
| Ochota                 | biurowiec PKP |        | 1949           | NN | ul. Grójecka 17                                                                                                  | istnieje                                   | tak               |              |                      |
| Ochota                 | Budynek Wojskowego Przedsiębiorstwa Budowlanego                                                                             |        | 1952           | Tadeusz Iskierka | Al. Jerozolimskie 103                                                                                            | istnieje                                   | tak               |              |                      |
| Ochota                 | Zespół Archiwów Państwowych                                                                                                 |        | 1956           | Bohdan Pniewski | ul. Hankiewicza, ul. Pawińskiego 1                                                                               | istnieje                                   | tak               |              |                      |
| Ochota                 | Stadion RKS „Skra” |        | 1956           | Mikołaj Kokozow, Konstanty Kokozow, Jerzy Wasilewski, Stefan Hołówko, Wacław Zarębski, Bogumił Płachecki, Tadeusz Iskierka                       | ul. Wawelska 5                                                                                                   | istnieje                                   | tak               |              |                      |
| Ochota                 | Hala Targowa „Kopińska” |        | 1957           | Zbigniew Wacławek | ul. Kopińska 18                                                                                                  | istnieje                                   | tak               |              |                      |
| Ochota                 | Przystanek PKP „Ochota” |        | 1962           | Arseniusz Romanowicz, Piotr Szymaniak | Al. Jerozolimskie 58                                                                                             | istnieje                                   | tak               |              |                      |
| Ochota                 | Osiedle „Kombajn” |        | 1966           | Wojciech Onitzch, Marian Sulikowski | Al. Jerozolimskie 121                                                                                            | istnieje                                   | tak               | tak          |                      |
| Ochota                 | Kościół Opatrzności Bożej                                                                                                   |        | 1979           | Bohdan Pniewski | ul. Dickensa 5                                                                                                   | istnieje                                   |                   | tak          | tak                  |
| Ochota                 | Hotel Jan III Sobieski |        | 1992           | Wolfgang Triessing, Maciej Nowicki | pl. A. Zawiszy 1                                                                                                 | istnieje, zmiana kolorów elewacji (2023)   |                   |              | tak                  |
| Praga-Południe         | Teatr Powszechny im. Zygmunta Hübnera                                                                                       |        | 1949           | Eugeniusz Tatarczyk, Jerzy Gajewski | ul. Zamoyskiego 20                                                                                               | istnieje, przebudowa (1976)                | tak               | tak          |                      |
| Praga-Południe         | Ośrodek wioślarski YMCA |        | 1949           | Arseniusz Romanowicz, Piotr Szymaniak | ul. Wał Miedzeszyński 397                                                                                        | istnieje                                   | tak               |              |                      |
| Praga-Południe         | Kino „1 Maj” |        | 1949           | Mieczysław Piprek | ul. Podskarbińska 4                                                                                              | istnieje                                   | tak               |              |                      |
| Praga-Południe         | Dom jednorodzinny |        | ok. 1950       | NN | ul. Genewska 11                                                                                                  | istnieje                                   | tak               |              |                      |
| Praga-Południe         | Zespół Szkół nr 77 |        | 1951           | Barbara Karpowicz, Hieronim Karpowicz | ul. Zwycięzców 7/9                                                                                               | istnieje                                   | tak               |              |                      |
| Praga-Południe         | Budynki Yacht Clubu Polski (LOK)                                                                                            |        | 1954           | Tadeusz Gliński | ul. Wał Miedzeszyński 379                                                                                        | istnieje                                   | tak               |              |                      |
| Praga-Południe         | Stadion Dziesięciolecia |        | 1955           | Jerzy Hryniewiecki, Zbigniew Ihnatowicz, Jerzy Sołtan                                                                                            | al. Księcia Józefa Poniatowskiego 1                                                                              | wyburzony (2008)                           | tak               |              |                      |
| Praga-Południe         | Przystanek kolejowy Warszawa Stadion PKP                                                                                    |        | 1958           | Arseniusz Romanowicz, Piotr Szymaniak | ul. Sokola 2 | istnieje                                   | tak               |              |                      |
| Praga-Południe         | Osiedle Młodych |        | 1961           | Stefan Ciechanowicz, Tadeusza Kobylański | ul. Szaserów, ul. Garwolińska                                                                                    | istnieje                                   | tak               | tak          |                      |
| Praga-Południe         | Wieżowiec i domy Ministerstwa Kultury i Sztuki                                                                              |        | 1965           | Marek Leykam | rondo Waszyngtona 2b                                                                                             | istnieje                                   | tak               |              |                      |
| Praga-Południe         | Osiedle „Przyczółek Grochowski”                                                                                             |        | 1974           | Oskar Hansen, Zofia Garlińska-Hansen | ul. Ostrzycka, Motorowa, Żymirskiego, Kwarciana, Bracławska                                                      | istnieje                                   | tak               | tak          |                      |
| Praga-Południe         | Układ urbanistyczny i zespół budowlany osiedla Ateńska II                                                                   |        | 1976           | Lucjan Dutkowski, Tadeusz Koźmiński | ulice: Afrykańska, Algierska, Libijska, Marokańska                                                               | istnieje                                   |                   |              | tak                  |
| Praga-Południe         | Kościół Nawrócenia św. Pawła Apostoła                                                                                       |        | 1985           | Konrad Kucza-Kuczyński, Andrzej Miklaszewski | ul. Kobielska 10                                                                                                 | istnieje                                   |                   | tak          | tak                  |
| Praga-Południe         | Dom wielorodzinny |        | 1988           | Tadeusz Szumielewicz, Marek Martens, Lech Kordowicz                                                                                              | ul. Grochowska 244a                                                                                              | istnieje                                   |                   | tak          | tak                  |
| Praga-Północ           | Układ urbanistyczny osiedla Jagiellońska/Targowa                                                                            |        | NN             | NN | ul. Jagiellońska 1, 2, 3, 4, 5A, 6, 6A, ul. Targowa 25, 33, 33A, 33B, 35, 37, 37A                                | istnieje                                   |                   |              | tak                  |
| Praga-Północ           | Kino „Praha” |        | 1949           | Jan Bogusławski, Józef Łowiński | ul. Jagiellońska 24–26                                                                                           | wyburzony (2005)                           | tak               |              |                      |
| Praga-Północ           | Osiedle „Praga I” (ZOR) |        | 1951           | Helena Syrkusowa, Szymon Syrkus | ul. Targowa, Ratuszowa, Jagiellońska, św. Cyryla i Metodego                                                      | istnieje                                   | tak               |              |                      |
| Praga-Północ           | Osiedle „Praga II” |        | 1955           | Jerzy Gieysztor, Jerzy Kumelowski | pl. Hallera, ul. Szanajcy, Ratuszowa, Jagiellońska                                                               | istnieje                                   | tak               |              |                      |
| Praga-Północ           | Dworzec Wschodni PKP |        | 1969           | Arseniusz Romanowicz, Piotr Szymaniak | ul. Lubelska 1                                                                                                   | istnieje                                   | tak               | tak          |                      |
| Praga-Północ           | Kościół św. Jadwigi Śląskiej w Warszawie                                                                                    |        | 1971           | NN | ul. Modlińska 4                                                                                                  | istnieje                                   |                   | tak          |                      |
| Praga-Północ           | Dom Pomocy Społecznej im. Brata Alberta                                                                                     |        | 1993           | Wojciech Hermanowicz, Tomasz Lechowski, Marek Żarski, Janusz Jaworski, Elżbieta Latek-Lechowska, Małgorzata Łukasiewicz-Traczyńska               | ul. Kawęczyńska 4a                                                                                               | istnieje                                   |                   | tak          | tak                  |
| Praga-Północ           | Budynek mieszkalny wraz z dziedzińcem                                                                                       |        | 1999           | Marek Młodecki, Jacek Pleskacz, Michał Sondij | ul. Ząbkowska 18                                                                                                 | istnieje                                   |                   |              | tak                  |
| Rembertów              | dom jednorodzinny |        | NN             | NN | ul. Szeroka 50                                                                                                   | istnieje                                   |                   | tak          | tak                  |
| Śródmieście (Warszawa) | Osiedle „Długa” |        | NN             | NN | ul. Długa, ul. Schillera                                                                                         | istnieje                                   | tak               | tak          |                      |
| Śródmieście (Warszawa) | Biurowiec NIK-u |        | 1946           | Marek Leykam, Jerzy Hryniewiecki | ul. Marszałkowska 82                                                                                             | istnieje                                   | tak               |              |                      |
| Śródmieście (Warszawa) | Budynek Państwowej Komisji Planowania Gospodarczego w zespole „Wspólna”                                                     |        | 1948           | Stanisław Bieńkuński, Stanisław Rychłowski | pl. Trzech Krzyży 3/5                                                                                            | istnieje                                   | tak               |              |                      |
| Śródmieście (Warszawa) | Siedziba Społecznego Funduszu Odbudowy Stolicy w zespole „Nowy Świat”                                                       |        | 1948           | Piotr Kuźma | ul. Nowy Świat 17                                                                                                | istnieje                                   | tak               |              |                      |
| Śródmieście (Warszawa) | Budynek TU „Warta” w zespole Nowy Świat Wschodni                                                                            |        | 1949           | Bohdan Lewandowski | ul. Ordynacka 14/16                                                                                              | istnieje                                   | tak               |              |                      |
| Śródmieście (Warszawa) | Osiedle Mariensztat |        | 1949           | Pracownia WZ: Zygmunt Stępiński | Nowy Zjazd – Dobra – Bednarska – Krakowskie Przedmieście                                                         | istnieje                                   | tak               |              |                      |
| Śródmieście (Warszawa) | Dom społeczny „Wawel” i szkoła muzyczna                                                                                     |        | 1949           | Józef Łowiński | ul. Bednarska 7 i 9                                                                                              | istnieje                                   | tak               |              |                      |
| Śródmieście (Warszawa) | Trasa W-Z |        | 1949           | Pracownia WZ: Józef Sigalin, Stanisław Jankowski, Zygmunt Stępiński                                                                              | Trasa W-Z | istnieje                                   | tak               |              |                      |
| Śródmieście (Warszawa) | Dom w zespole „Nowy Świat”                                                                                                  |        | 1949           | Bohdan Lachert, Julian Puterman-Sadłowski | ul. Chmielna 2                                                                                                   | istnieje                                   | tak               |              |                      |
| Śródmieście (Warszawa) | Willa |        | 1950           | Zofia Fafius | ul. Myśliwiecka 18                                                                                               | istnieje                                   | tak               |              |                      |
| Śródmieście (Warszawa) | Biurowiec Ministerstwa Obrony Narodowej                                                                                     |        | 1950           | Bohdan Pniewski | ul. Królewska 7/9                                                                                                | istnieje                                   | tak               |              |                      |
| Śródmieście (Warszawa) | Dawna siedziba KC PZPR |        | 1951           | Wacław Kłyszewski, Jerzy Mokrzyński, Eugeniusz Wierzbicki                                                                                        | ul. Nowy Świat 6                                                                                                 | istnieje                                   | tak               |              |                      |
| Śródmieście (Warszawa) | Centralny Dom Towarowy |        | 1951           | Zbigniew Ihnatowicz, Jerzy Romański | ul. Bracka 15/19                                                                                                 | istnieje (przebudowa 1975, 2018)           | tak               |              |                      |
| Śródmieście (Warszawa) | Biurowiec „Orbis” |        | 1951           | Józef Łowiński, Lech Tomaszewski | ul. Bracka 16 | istnieje                                   | tak               |              |                      |
| Śródmieście (Warszawa) | Budynek Głównego Urzędu Statystycznego                                                                                      |        | 1951           | Romuald Gutt | ul. Wawelska 1/3 – al. Niepodległości 208                                                                        | istnieje                                   | tak               |              |                      |
| Śródmieście (Warszawa) | Zespół budynków Ministerstwa Komunikacji i Dyrekcji Kolei – ul. Chałubińskiego 4/6                                          |        | 1951           | Bohdan Pniewski | ul. Chałubińskiego 4/6                                                                                           | istnieje                                   | tak               |              |                      |
| Śródmieście (Warszawa) | Budynek CHZ „Ciech” |        | 1951           | Leon Marek Suzin | ul. Jasna 12 | istnieje                                   | tak               |              |                      |
| Śródmieście (Warszawa) | Zespół budynków Sejmu Rzeczypospolitej Polskiej                                                                             |        | 1952           | Bohdan Pniewski | ul. Wiejska 2/4/6                                                                                                | istnieje                                   | tak               |              |                      |
| Śródmieście (Warszawa) | Budynek szkoły baletowej |        | 1952           | Bohdan Pniewski | ul. Moliera 2/4                                                                                                  | istnieje                                   | tak               |              |                      |
| Śródmieście (Warszawa) | Budynek Centralnego Biura Studiów i Projektów Budownictwa Przemysłowego                                                     |        | 1952           | Marek Leykam | ul. św. Barbary 1                                                                                                | istnieje                                   | tak               |              |                      |
| Śródmieście (Warszawa) | Biurowiec Prezydium Rządu                                                                                                   |        | 1952           | Marek Leykam | ul. Wspólna 62                                                                                                   | istnieje                                   | tak               |              |                      |
| Śródmieście (Warszawa) | Zespół „Nowy Świat Zachód”                                                                                                  |        | 1952           | Pracownia Trasa Zamek-Belweder: Zygmunt Stępiński z zespołem: Grzegorz Chruścielewski, Zbigniew Kłopotowski, Stanisław Kubicki, Andrzej Milewski | ul. Kubusia Puchatka, Tuwima                                                                                     | istnieje                                   | tak               |              |                      |
| Śródmieście (Warszawa) | Marszałkowska Dzielnica Mieszkaniowa (MDM)                                                                                  |        | 1953           | Stanisław Jankowski, Jan Knothe, Józef Sigalin, Zygmunt Stępiński                                                                                | pl. Konstytucji                                                                                                  | istnieje                                   | tak               |              |                      |
| Śródmieście (Warszawa) | 6 budynków biurowych dla urzędów centralnych „Wspólna”                                                                      |        | 1953           | Stanisław Bieńkuński, Stanisław Rychłowski | ul. Nowogrodzka, pl. Trzech Krzyży, ul. Hoża, ul. Krucza                                                         | istnieje                                   | tak               |              |                      |
| Śródmieście (Warszawa) | Bar „Praha” |        | 1954           | Jan Bogusławski, Bohdan Gniewiewski | Al. Jerozolimskie 11/15                                                                                          | zlikwidowany (1990)                        | tak               |              |                      |
| Śródmieście (Warszawa) | Zespół osiedli robotniczych Al. Jerozolimskie                                                                               |        | 1954           | Jan Bogusławski, Bohdan Gniewiewski | Al. Jerozolimskie 42/44                                                                                          | istnieje                                   | tak               |              |                      |
| Śródmieście (Warszawa) | Budynek Wyższej Szkoły Nauk Społecznych                                                                                     |        | 1954           | Wacław Kłyszewski, Jerzy Mokrzyński, Eugeniusz Wierzbicki                                                                                        | ul. Belwederska 26/31                                                                                            | istnieje                                   | tak               |              |                      |
| Śródmieście (Warszawa) | Budynek Centrali Handlowej Materiałów Budowlanych (Ministerstwa Handlu Wewnętrznego i Usług)                                |        | 1954           | Stanisław Odyniec Dobrowolski | pl. Powstańców Warszawy 1                                                                                        | istnieje                                   | tak               |              |                      |
| Śródmieście (Warszawa) | Pałac Kultury i Nauki |        | 1955           | Lew Rudniew | pl. Defilad 1 | istnieje                                   | tak               |              |                      |
| Śródmieście (Warszawa) | Zespół MDM Latawiec |        | 1955           | Eleonora Sekrecka | al. Wyzwolenia, ul. Mokotowska, Koszykowa, al. Armii Ludowej                                                     | istnieje                                   | tak               |              |                      |
| Śródmieście (Warszawa) | Budynki Ministerstwa Rolnictwa w zespole „Krucza”                                                                           |        | 1955           | Jan Grabowski, Stanisław Jankowski | ul. Wspólna 30                                                                                                   | istnieje                                   | tak               |              |                      |
| Śródmieście (Warszawa) | Hotel „Miejski” (d. Prudential)                                                                                             |        | 1955           | Marcin Winfeld, konstrukcja Stefan Bryła | pl. Powstańców Warszawy 9                                                                                        | istnieje (przebudowany 2018)               | tak               |              |                      |
| Śródmieście (Warszawa) | PH „Motozbyt” |        | 1956           | Zbigniew Karpiński | ul. Świętokrzyska 16                                                                                             | istnieje                                   | tak               |              |                      |
| Śródmieście (Warszawa) | Gmach Ministerstwa Skarbu (obecnie Ministerstwa Finansów)                                                                   |        | 1956           | Stanisław Bieńkuński, Stanisław Rychłowski | ul. Świętokrzyska 12                                                                                             | istnieje                                   | tak               |              |                      |
| Śródmieście (Warszawa) | Kino „Muranów” |        | 1956           | Bohdan Lachert z zespołem Pracowni Architektonicznej ZOR                                                                                         | ul. Andersa 1 | istnieje                                   | tak               |              |                      |
| Śródmieście (Warszawa) | Osiedle Muranów Południowy                                                                                                  |        | 1956           | Bohdan Lachert z zespołem Pracowni Architektonicznej ZOR                                                                                         | Trasa W-Z, ul. Nowolipie, ul. Żelazna, ul. Wolność, ul. Dzielna, ul. Zamenhofa, ul. Nowolipki, ul. Andersa       | istnieje                                   | tak               |              |                      |
| Śródmieście (Warszawa) | Osiedle Muranów Północny |        | 1956           | Bohdan Lachert z zespołem Pracowni Architektonicznej ZOR                                                                                         | ul. Andersa, ul. Zamenhofa, ul. Nalewki, i;. Stawki, ul. Muranowska, ul. Bonifraterska, ul. Wałowa, Świętojerska | istnieje                                   | tak               | tak          |                      |
| Śródmieście (Warszawa) | Rynek muranowski |        | 1956           | Bohdan Lachert z zespołem Pracowni Architektonicznej ZOR                                                                                         | ul. Nowolipie | istnieje                                   | tak               |              |                      |
| Śródmieście (Warszawa) | Budynek CHZ Metalexport |        | 1956           | Zbigniew Karpiński, Tadeusz Zieliński syn | ul. Mokotowska 49                                                                                                | istnieje, przebudowany (2011)              | tak               |              |                      |
| Śródmieście (Warszawa) | Budynek Ministerstwa Energetyki                                                                                             |        | 1956?          | Bohdan Pniewski | ul. Mysia 2 | istnieje                                   | tak               |              |                      |
| Śródmieście (Warszawa) | Dom przy ul. Kredytowej 8                                                                                                   |        | 1959           | Wacław Kłyszewski, Jerzy Mokrzyński, Eugeniusz Wierzbicki                                                                                        | ul. Kredytowa 8                                                                                                  | istnieje                                   | tak               | tak          |                      |
| Śródmieście (Warszawa) | Most Gdański |        | 1959           | Roman Pawliński, Henryk Szymański (przyczółek praski), Stanisław Ratyński (most), Stefan Piwoński, Witold Witkowski (wiadukt, schody, tunel)     | most Gdański | istnieje                                   | tak               | tak          |                      |
| Śródmieście (Warszawa) | „Grand Hotel” w zespole „Wspólna”                                                                                           |        | 1959           | Stanisław Bieńkuński | ul. Krucza 28 | istnieje                                   | tak               |              |                      |
| Śródmieście (Warszawa) | Osiedle „Mirów” |        | 1960           | Tadeusz Kossak z zespołem | ul. Leszno, ul. Orla, ul. Zimna, ul. Ptasia, al. Jana Pawła II                                                   | istnieje                                   | tak               |              |                      |
| Śródmieście (Warszawa) | Zespół „Nowy Świat Wschód” – 6 budynków oraz kino „Skarpa”                                                                  |        | 1960           | Pracownia Trasa Zamek-Belweder: Zygmunt Stępiński z zespołem: Grzegorz Chruścielewski, Zbigniew Kłopotowski, Stanisław Kubicki, Andrzej Milewski | ul. Gałczyńskiego 2, 4, 6, 8, ul. Kopernika 5/7/9                                                                | istnieje, kino zburzone w 2008             | tak               |              |                      |
| Śródmieście (Warszawa) | Zespół osiedli robotniczych Marszałkowska                                                                                   |        | 1961           | Wacław Kłyszewski, Jerzy Mokrzyński, Eugeniusz Wierzbicki                                                                                        | ul. Marszałkowska 136–140                                                                                        | istnieje                                   | tak               |              |                      |
| Śródmieście (Warszawa) | Wieżowiec Nauczycielskiej Spółdzielni Mieszkaniowej                                                                         |        | 1961           | Jerzy Kumelowski, Aleksander Markiewicz | ul. Wiejska 9 | istnieje                                   | tak               |              |                      |
| Śródmieście (Warszawa) | Pawilon „Chemia” |        | 1961           | Jan Bogusławski, Bohdan Gniewiewski | ul. Bracka 9 | wyburzony (2008)                           | tak               | tak          |                      |
| Śródmieście (Warszawa) | Hotel „Dom Chłopa” |        | 1961           | Bohdan Pniewski, Małgorzata Handzelewicz-Wacławek                                                                                                | pl. Powstańców Warszawy 2                                                                                        | istnieje                                   | tak               | tak          |                      |
| Śródmieście (Warszawa) | Supersam |        | 1962           | Ewa Krasińska, Maciej Krasiński, Jerzy Hryniewecki                                                                                               | ul. Puławska 2                                                                                                   | wyburzony (2006)                           | tak               | tak          |                      |
| Śródmieście (Warszawa) | Przystanek PKP „Śródmieście”                                                                                                |        | 1963           | Arseniusz Romanowicz, Piotr Szymaniak | Al. Jerozolimskie 52                                                                                             | istnieje                                   | tak               |              |                      |
| Śródmieście (Warszawa) | Przystanek WKD „Śródmieście”                                                                                                |        | 1963           | Arseniusz Romanowicz, Piotr Szymaniak | Al. Jerozolimskie                                                                                                | istnieje                                   | tak               |              |                      |
| Śródmieście (Warszawa) | Przystanek PKP „Powiśle” |        | 1963           | Arseniusz Romanowicz, Piotr Szymaniak | al. 3 Maja | istnieje                                   | tak               |              |                      |
| Śródmieście (Warszawa) | Osiedle Nowiniarska |        | 1963           | Barbara Andrzejewska z zespołem | ul. Bonifraterska, ul. Sapieżyńska, ul. Zakroczymska, ul. Koźla, ul. Świętojerska, ul. Nowiniarska               | istnieje                                   | tak               | tak          |                      |
| Śródmieście (Warszawa) | Centralny Park Kultury i Wypoczynku „Powiśle“                                                                               |        | 1964           | Alina Scholtz, Longin Majdecki | ul. Kruczkowskiego, Rozbrat                                                                                      | istnieje                                   | tak               |              |                      |
| Śródmieście (Warszawa) | Zespół Akademii Muzycznej                                                                                                   |        | 1966           | Witold Benedek, Stanisław Niewiadomski, Władysław Strumiłło                                                                                      | ul. Okólnik 8 | istnieje                                   | tak               | tak          |                      |
| Śródmieście (Warszawa) | Pensjonat „Zgoda” |        | 1966           | Zygmunt Stępiński, Andrzej Ilecki | ul. Zgoda 1 | istnieje                                   | tak               | tak          |                      |
| Śródmieście (Warszawa) | Osiedle Bielańska |        | 1966           | Jerzy Czyż, Jan Furman, Andrzej Skopiński, Lech Robaczyński                                                                                      | pl. Dzierżyńskiego, ul. Długa, ul. Schillera, ul. Daniłowiczowska, ul. Senatorska                                | istnieje                                   | tak               | tak          |                      |
| Śródmieście (Warszawa) | Willa „Ochabówka” |        | 1966           | Zygmunt Stępiński (1908–1982) | ul. Rajców 10 | istnieje                                   |                   | tak          |                      |
| Śródmieście (Warszawa) | Hotel Urzędu Rady Ministrów                                                                                                 |        | 1967           | Alina Scholtz, Tadeusz Zieliński | ul. Flory/Klonowa 1                                                                                              | istnieje                                   | tak               | tak          |                      |
| Śródmieście (Warszawa) | Dom Nauczycielskiej Spółdzielni Mieszkaniowej                                                                               |        | 1967           | Romuald Gutt, Tadeusz Zieliński syn | ul. Matejki 4 | istnieje                                   | tak               | tak          |                      |
| Śródmieście (Warszawa) | Budynek Teatru Żydowskiego                                                                                                  |        | 1967           | Bohdan Pniewski, Władysław Jotkiewicz | pl. Grzybowski 12/16                                                                                             | wyburzony (2017)                           | tak               | tak          |                      |
| Śródmieście (Warszawa) | Pawilon wystawowy w siedzibie SARP                                                                                          |        | 1968           | Marek Bieniewski, Jerzy Józefowicz, Krzysztof Moldzyński, Jerzy Przeradowski i inii                                                              | ul. Foksal 2 | istnieje                                   | tak               | tak          |                      |
| Śródmieście (Warszawa) | Ściana Wschodnia z Domami Towarowymi „Centrum”                                                                              |        | 1968           | Zbigniew Karpiński, Jerzy Jakubowicz, Piotr Zajlich                                                                                              | ul. Marszałkowska 100/122                                                                                        | istnieje częściowo, częściowo przebudowany | tak               | tak          |                      |
| Śródmieście (Warszawa) | Dom Plastyków ZPAP |        | 1968           | Jerzy Kumelowski, Andrzej Zaborowski | ul. Mazowiecka 11a                                                                                               | istnieje                                   | tak               | tak          |                      |
| Śródmieście (Warszawa) | Budynek mieszkalno-usługowy SM Starówka                                                                                     |        | 1969           | Jan Bogusławski, Bohdan Gniewski | ul. Jana Kilińskiego 1/3                                                                                         | istnieje                                   | tak               |              |                      |
| Śródmieście (Warszawa) | Dom meblowy „Emilia” |        | 1969           | Hanna Lewicka, Marian Kuźniar | ul. Emilii Plater 51                                                                                             | wyburzony (2017)                           | tak               |              |                      |
| Śródmieście (Warszawa) | Bar „Pod Zamkiem” |        | 1970           | Jan Bogusławski, Bohdan Gniewski | pl. Zamkowy 10                                                                                                   | istnieje                                   |                   | tak          |                      |
| Śródmieście (Warszawa) | Węgierska Ekspozytura Handlowa                                                                                              |        | 1972           | Jerzy Zdanowicz | ul. Szwoleżerów 2                                                                                                | istnieje                                   | tak               | tak          |                      |
| Śródmieście (Warszawa) | Kawiarnia „Rozdroże” |        | 1974           | Jerzy Cander z zespołem | Al. Ujazdowskie 6                                                                                                | istnieje                                   | tak               | tak          |                      |
| Śródmieście (Warszawa) | Osiedle Szwoleżerów |        | 1974           | Halina Skibniewska, Witold E. Katner | ul. Szwoleżerów                                                                                                  | istnieje                                   | tak               | tak          |                      |
| Śródmieście (Warszawa) | NBP – rozbudowa |        | 1955, 1975     | Bohdan Pniewski z zespołem, Jerzy Łoziński, Mirosław Duchowski                                                                                   | pl. Powstańców Warszawy 4                                                                                        | istnieje                                   | tak               | tak          |                      |
| Śródmieście (Warszawa) | Ośrodek obliczeniowy ZETO                                                                                                   |        | 1975           | Halina Skibniewska | al. Niepodległości 190                                                                                           | istnieje                                   |                   | tak          |                      |
| Śródmieście (Warszawa) | Ambasada Finlandii |        | 1975           | Erik Adlercreutz | ul. Chopina 4/8                                                                                                  | istnieje                                   |                   | tak          |                      |
| Śródmieście (Warszawa) | Dworzec Centralny |        | 1976           | Arseniusz Romanowicz, Piotr Szymaniak | Al. Jerozolimskie 56                                                                                             | istnieje, przebudowa (2010, 2015)          | tak               |              |                      |
| Śródmieście (Warszawa) | Dom wielorodzinny |        | 1976           | Jerzy Kuźmienko, Piotr Sembrat | ul. Kozia 9 | istnieje                                   |                   | tak          |                      |
| Śródmieście (Warszawa) | Intraco 2 |        | 1978           | Jerzy Skrzypczak, Halina Świergocka-Kaim, Wojciech Grzybowski, Jan Zdanowicz, Jerzy Janczak                                                      | ul. Chałubińskiego 8                                                                                             | istnieje                                   |                   | tak          |                      |
| Śródmieście (Warszawa) | Dom przy ul. Karowej |        | 1978           | Jerzy Kuźmienko, Henryk Dąbrowski, Janusz Nowak, Piotr Sembrat, Adam Snopek                                                                      | ul. Karowa 18a                                                                                                   | istnieje                                   | tak               |              |                      |
| Śródmieście (Warszawa) | Pawilon Badawczy Technologii Chemicznej PW                                                                                  |        | 1979           | Zbigniew Piniński, Kazimierz Miszczak, Roman Piotrowski                                                                                          | ul. Koszykowa 75                                                                                                 | istnieje                                   |                   | tak          |                      |
| Śródmieście (Warszawa) | Kościół Matki Bożej Jerozolimskiej                                                                                          |        | 1983           | Tomasz Turczynowicz, Anna Bielecka, Piotr Walkowiak                                                                                              | ul. Łazienkowska 14                                                                                              | istnieje                                   |                   | tak          | tak                  |
| Śródmieście (Warszawa) | Pomnik Powstania Warszawskiego wraz z otoczeniem w granicach terenu gmachu Sądu Najwyższego                                 |        | 1989           | Wincenty Kućma, Jacek Budyn | ul. Długa 22 | istnieje                                   |                   |              | tak                  |
| Śródmieście (Warszawa) | Kościół Matki Boskiej Częstochowskiej                                                                                       |        | 1993           | Stanisław Marzyński, Piotr Marzyński | ul. Zagórna 5 | istnieje                                   |                   |              | tak                  |
| Śródmieście (Warszawa) | Zespół budynków Ambasady Królestwa Hiszpanii wraz z terenem i elementami zagospodarowania                                   |        | 1994           | Javier Carvajal Ferrera | ul. Myśliwiecka 4                                                                                                | istnieje                                   |                   |              | tak                  |
| Śródmieście (Warszawa) | Pomnik Poległym i Pomordowanym na Wschodzie                                                                                 |        | 1995           | Maksymilian Biskupski | ul. Muranowska, pomiędzy ulicami Andersa i Konwiktorską                                                          | istnieje                                   |                   |              | tak                  |
| Śródmieście (Warszawa) | Sheraton Grand Warsaw |        | 1996           | Tadeusz Spychała | ul. B. Prusa 2                                                                                                   | istnieje                                   |                   |              | tak                  |
| Śródmieście (Warszawa) | Biblioteka Uniwersytecka w Warszawie wraz z terenem i elementami zagospodarowania                                           |        | 1998           | Marek Budzyński | ul. Dobra 56/66; ul. Lipowa 4                                                                                    | istnieje                                   |                   |              | tak                  |
| Śródmieście (Warszawa) | Centrum biurowo-bankowe Kaskada                                                                                             |        | 1998           | Jerzy Skrzypczak | al. Jana Pawła II 12                                                                                             | istnieje                                   |                   |              | tak                  |
| Śródmieście (Warszawa) | Budynek biurowy Norway House                                                                                                |        | 1998           | Tom Granlund, Krzysztof Stapf, Zdzisław Jońca, Michał Sondij, Ryszard Trzaska                                                                    | ul. Lwowska 19                                                                                                   | istnieje                                   |                   |              | tak                  |
| Śródmieście (Warszawa) | Rozbudowa pałacu Sobańskich w Al. Ujazdowskich                                                                              |        | 1999           | Andrzej Wejchert, Danuta Wejchert, David Lanigan                                                                                                 | Al. Ujazdowskie 13                                                                                               | istnieje                                   |                   |              | tak                  |
| Śródmieście (Warszawa) | Kompleks Urbanistyczny Wymiaru Sprawiedliwości                                                                              |        | 1999           | Marek Budzyński, Zbigniew Badowsk | pl. Krasińskich 2/4/6                                                                                            | istnieje                                   |                   |              | tak                  |
| Śródmieście (Warszawa) | Pomnik Armii Krajowej i Polskiego Państwa Podziemnego                                                                       |        | 1999           | Jerzy Staniszkis | skrzyżowanie ul. Wiejskiej i ul. J. Matejki                                                                      | istnieje                                   |                   |              | tak                  |
| Śródmieście (Warszawa) | Centrum Giełdowe wraz z terenem i elementami zagospodarowania                                                               |        | 2000           | Stanisław Fiszer, Andrzej M. Chołdzyński | ul. Książęca 4                                                                                                   | istnieje                                   |                   |              | tak                  |
| Śródmieście (Warszawa) | Most Świętokrzyski |        | 2000           | Andrzej Czapski, Pekki Pulkkinen, Tadeusz Korszyński                                                                                             | Most Świętokrzyski                                                                                               | istnieje                                   |                   |              | tak                  |
| Śródmieście (Warszawa) | Zespół budynków Ambasady Kanady wraz z terenem i elementami zagospodarowania                                                |        | 2001           | Voytek Gorczynski | ul. J. Matejki 1/5, Piękna 2/8                                                                                   | istnieje                                   |                   |              | tak                  |
| Śródmieście (Warszawa) | Budynek biurowy Metropolitan wraz z dziedzińcem                                                                             |        | 2003           | Norman Foster | pl. marsz. J. Piłsudskiego 2                                                                                     | istnieje                                   |                   |              | tak                  |
| Śródmieście (Warszawa) | Zespół budynków Ambasady Królestwa Niderlandów wraz z ogrodzeniem oraz terenem i elementami zagospodarowania                |        | 2004           | Erik van Egeraat | ul. Kawalerii 10                                                                                                 | istnieje                                   |                   |              | tak                  |
| Śródmieście (Warszawa) | Muzeum Historii Żydów Polskich POLIN wraz z terenem i elementami zagospodarowania                                           |        | 2013           | Rainer Mahlamäki | ul. M. Anielewicza 6                                                                                             | istnieje                                   |                   |              | tak                  |
| Śródmieście (Warszawa) | Budynek Akademii Sztuk Pięknych wraz z dziedzińcem                                                                          |        | 2014           | JEMS Architekci | ul. Wybrzeże Kościuszkowskie 39                                                                                  | istnieje                                   |                   |              | tak                  |
| Śródmieście (Warszawa) | Memoriał Wolnego Słowa |        | 2014           | Katarzyna Brońska, Mikołaj Iwańczuk, Michał Kempiński                                                                                            | skwer Wolnego Słowa                                                                                              | istnieje                                   |                   |              | tak                  |
| Targówek               | Dom jednorodzinny z pracownią artystów                                                                                      |        | 2010           | Piotr Brzoza, Maciej Kwietowicz | ul. Horodelska 18                                                                                                | istnieje                                   |                   |              | tak                  |
| Ursynów                | Szkoła Państwowych Ośrodków Maszynowych i Spółdzielni Produkcyjnych (obecnie SGGW)                                          |        | 1956           | Stefan Tworkowski z zespołem | ul. Nowoursynowska 166                                                                                           | istnieje                                   | tak               |              |                      |
| Ursynów                | Pomnik Męczenników Terroru Komunistycznego 1944–1956                                                                        |        | 1993           | Maciej Szańkowski, Sławomir Korzeniowski | ul. Fosa | istnieje                                   |                   |              | tak                  |
| Ursynów                | Układ urbanistyczny i zespół budowlany Pasażu Ursynowskiego – budynki mieszkalno-usługowe, garaż oraz pasaż handlowy        |        | 1996           | Marek Budzyński, Zbigniew Badowski, Andrzej Sałbut, Piotr Kowalczyk                                                                              | ul. S. Herbsta 2 i 2A, ul. Pasaż Ursynowski 5, 7, 9 i 11                                                         | istnieje                                   |                   |              | tak                  |
| Ursynów                | Budynek biurowy Rodan Systems wraz terenem i elementami zagospodarowania                                                    |        | 1998           | Magdalena Staniszkis, Piotr Mrugalski, Magdalena Jarczewska, Przemysław Sacewicz                                                                 | ul. Puławska 465                                                                                                 | istnieje                                   |                   |              | tak                  |
| Ursynów                | Kościół Wniebowstąpienia Pańskiego wraz z terenem i elementami zagospodarowania                                             |        | 2003           | Marek Budzyński, Zbigniew Badowski | al. Komisji Edukacji Narodowej 101                                                                               | istnieje                                   |                   |              | tak                  |
| Ursynów                | Przychodnia Leczenia Niepłodności Novum wraz z terenem i elementami zagospodarowania                                        |        | 2003           | Andrzej Kiciński, Robert Jaworski, M. Bednarczyk                                                                                                 | ul. Bociana 13                                                                                                   | istnieje                                   |                   |              | tak                  |
| Ursynów                | Szkoła Podstawowa nr 343 im. Matki Teresy z Kalkuty wraz z terenem i elementami zagospodarowania                            |        | NN             | NN | ul. S. Kopcińskiego 7                                                                                            | istnieje                                   |                   |              | tak                  |
| Wawer                  | Kościół Matki Bożej Królowej Polski w Aninie                                                                                |        | 1992           | Zygmunt Stępiński | ul. Rzeźbiarska 46                                                                                               | istnieje                                   |                   |              | tak                  |
| Wilanów                | Muzeum Plakatu |        | 1968           | Halina Kossuth, Jacek Cydzik | ul. Wiertnicza 1                                                                                                 | istnieje                                   | tak               | tak          |                      |
| Włochy                 | Siedziba Polskich Linii Lotniczych LOT                                                                                      |        | 2002           | Stefan Kuryłowicz | ul. Komitetu Obrony Robotników 43                                                                                | istnieje                                   |                   |              | tak                  |
| Wola                   | Dom Słowa Polskiego |        | 1950           | Kazimierz Marczewski, Stefan Putowski, Zygmunt Skibniewski                                                                                       | ul. Miedziana 11                                                                                                 | wyburzony (2022)                           | tak               |              |                      |
| Wola                   | Kino W-Z |        | 1950           | Mieczysław Piprek | ul. Leszno 17 | wyburzony (2010)                           | tak               |              |                      |
| Wola                   | Osiedle „Koło WSM” (ZOR) |        | 1951           | Helena Syrkusowa, Szymon Syrkus | ul. Obozowa, ul. Czorsztyńska, ul. Deotymy, ul. Ożarowska, ul. Stróżeckiej                                       | istnieje                                   | tak               |              |                      |
| Wola                   | PDT „Wola” |        | 1956           | Michał Przerwa-Tetmajer | ul. Młynarska 8/12                                                                                               | istnieje                                   | tak               |              |                      |
| Wola                   | Dom Prasy Wojskowej |        | 1958           | Zygmunt Skibniewski | ul. Grzybowska 77                                                                                                | istnieje                                   | tak               |              |                      |
| Wola                   | Bar „Wenecja” |        | 1961           | Jerzy Sołtan, Zbigniew Ihnatowicz | al. „Solidarności” 128                                                                                           | istnieje, przebudowany (2010)              | tak               | tak          |                      |
| Wola                   | Kościół Miłosierdzia Bożego                                                                                                 |        | 1978           | Jacek Cybis, Marek Eibel, Janusz Kudła, Andrzej Piłatowski i in.                                                                                 | ul. Żytnia 3/9                                                                                                   | istnieje                                   | tak               |              |                      |
| Wola                   | Pomnik Wspólnego Męczeństwa Żydów i Polaków wraz z otoczeniem                                                               |        | 1989           | Tadeusz Szumielewicz, Marka Martensa | ul. Gibalskiego 21                                                                                               | istnieje                                   |                   |              | tak                  |
| Wola                   | Budynek biurowy Kolmex |        | 1992           | Tadeusz Spychała | ul. Grzybowska 80/82                                                                                             | istnieje                                   |                   |              | tak                  |
| Wola                   | Budynek mieszkalny SM Starówka wraz z terenem i elementami zagospodarowania                                                 |        | 1993           | Andrzej Kiciński, Paweł Tiepłow | ul. Twarda 44 | istnieje                                   |                   |              | tak                  |
| Wola                   | Układ urbanistyczny Atrium Business Centre                                                                                  |        | 1997           | Tomasz Kazimierski, Andrzej Ryba, Derek Fraser                                                                                                   | al. Jana Pawła II 23, 25, 27 i 29                                                                                | częściowo istnieje                         |                   |              | tak                  |
| Wola                   | Budynek Akademii Sztuk Pięknych wraz z dziedzińcem                                                                          |        | 2016           | Vostok Design | ul. Spokojna 15                                                                                                  | istnieje                                   |                   |              | tak                  |
| Wola                   | Zespół budynków Sekretariatu Episkopatu Polski z Domem Generalnym Zgromadzenia Sióstr Matki Bożej Miłosierdzia wraz terenem |        | NN             | NN | skwer kard. S. Wyszyńskiego 6, ul. Żytnia 3/9                                                                    | istnieje                                   |                   |              | tak                  |
| Żoliborz               | dom |        | NN             | NN | ul. Szaniawskiego 3                                                                                              | istnieje                                   |                   | tak          |                      |
| Żoliborz               | Zespół zabudowy WSM Żoliborz Kolonia IX                                                                                     |        | 1945           | Barbara Brukalska, Stanisław Brukalski | ul. Próchnika 8 i ul. Sierpecka 5                                                                                | istnieje                                   | tak               |              |                      |
| Żoliborz               | Zespół zabudowy WSM Żoliborz Kolonia XI, XII i XIII                                                                         |        | 1948           | Barbara Brukalska, Stanisław Brukalski | ul. Popiełuszki 14                                                                                               | istnieje                                   | tak               |              |                      |
| Żoliborz               | Społeczny Dom Kultury WSM                                                                                                   |        | 1954           | Barbara Brukalska, Stanisław Brukalski | ul. Próchnika 8a                                                                                                 | istnieje                                   | tak               |              |                      |
| Żoliborz               | Osiedla Sady Żoliborskie (WSM): Sady I, Sady II                                                                             |        | 1958, 1973     | Halina Skibniewska | ul. Broniewskiego, ul. Braci Załuskich, ul. Tołwińskiego, ul. Popiełuszki, ul. Krasińskiego                      | istnieje                                   | tak               | tak          |                      |
| Żoliborz               | Spółdzielczy Dom Towarowy „Merkury”                                                                                         |        | 1964           | Jacek Nowicki | ul. Słowackiego 16/18                                                                                            | istnieje                                   | tak               | tak          |                      |
| Żoliborz               | Osiedle Zatrasie |        | 1964           | Jacek Nowicki | ul. Broniewskiego, ul. Krasińskiego, ul. Przasnyska, ul. Elbląska                                                | istnieje                                   | tak               | tak          |                      |
| Żoliborz               | Dom wielorodzinny |        | 1966           | Tadeusz Fićko | ul. Przasnyska 14                                                                                                | istnieje                                   |                   | tak          |                      |
| Żoliborz               | Osiedle „Serek Żoliborski”                                                                                                  |        | 1972           | Bohdan Lachert, Stanisław Piotrowski | ul. Broniewskiego, Krasińskiego, Popiełuszki                                                                     | istnieje                                   | tak               | tak          |                      |
| Żoliborz               | Zespół budynków mieszkalnych wraz z terenem i elementami zagospodarowania                                                   |        | 1997           | JEMS Architekci | ul. S. Hozjusza 1, 1A, 3, 3A, 3B, 5, 5A, 5B, 5C                                                                  | istnieje                                   |                   |              | tak                  |
| Żoliborz               | pl. Henkla |        | NN             | Jacek Nowicki | pl. Henkla | istnieje                                   | tak               |              |                      |
| Żoliborz               | Dom zakonny księży Marianów i plebania kościoła Matki Bożej Królowej Polski wraz z terenem i elementami zagospodarowania    |        | NN             | NN | ul. H. Dembińskiego 2, ul. Gdańska 6A                                                                            | istnieje                                   |                   |              | tak                  |